# NGC 2947
NGC 2947 је спирална галаксија у сазвежђу Хидра која се налази на NGC листи објеката дубоког неба.
Деклинација објекта је - 12° 26' 12" а ректасцензија 9h 36m 5,8s. Привидна величина (магнитуда) објекта NGC 2947 износи 12,4 а фотографска магнитуда 13,2. NGC 2947 је још познат и под ознакама IC 547, IC 2494, MCG -2-25-4, IRAS 09336-1212, PGC 27309.